# 60669 Georgpick
60669 Georgpick este o planetă minoră (asteroid), cu un diametru de 1,89 km, din centura de asteroizi. A fost descoperită pe 7 aprilie 2000 la Observatorul Kleť de Miloš Tichý⁠(d). 
Obiectul prezintă o orbită caracterizată de o semiaxă mare de 2,2081764068901 UAi, o excentricitate de 0,2, o înclinație de 7,7 ° în raport cu ecliptica.